# Rivermeade
Rivermeade (auch Rivermeade Estate, irisch Móinéar na hAbhann) ist eine Neubausiedlung und sog. Census Town im County Fingal nördlich von Dublin. Der Ort hat 521 Einwohner (2022).

## Lage
Rivermeade Estate liegt zwischen dem Dubliner Vorort St. Margaret’s und dem Ward River. Im Westen befindet sich der Saint Margarets Golf and Country Club und im Südosten der Flughafen Dublin.
Zur Siedlung gehört die Mary Queen of Ireland National School. 